# Dasystoma salicella
Dasystoma salicella là một loài bướm đêm thuộc họ Chimabachidae. Chúng là loài đặc hữu của châu Âu, but is an introduced species in Bắc Mỹ.
Sải cánh dài 6 đến 10 milimét (0,24 đến 0,39 in) đối với con cái (which are not able to fly) và 17 đến 20 milimét (0,67 đến 0,79 in) đối với con đực. The moth gặp ở one generation từ tháng 3 đến tháng 4 tùy theo địa điểm.
Ấu trùng ăn sồi, Birch, Willow, Rhododendron.